# کندیس لی‌ری
کندیس لی‌ری (انگلیسی: Candice LeRae؛ زادهٔ ۲۹ سپتامبر ۱۹۸۵) کشتی‌گیر کشتی حرفه‌ای اهل ایالات متحده آمریکا است.